# Internationale Kommission für vermisste Personen

Logo der ICMP

Die Internationale Kommission für Vermisste Personen (ICMP, International Commission on Missing Persons) ist eine Organisation, die das Schicksal vermisster Personen nach Naturkatastrophen, Kriegen und Bürgerkriegen aufklärt. Finanziert wird die Organisation mit Sitz im niederländischen Den Haag aus Zuschüssen, Spenden und Beiträgen von den Vereinigten Staaten, der Europäischen Union, dem Heiligen Stuhl, Kanada, Dänemark, Finnland, Frankreich, Deutschland, Griechenland, Island, Irland, Italien, Niederlande, Norwegen, Schweden, Schweiz und dem Vereinigten Königreich. Derzeitiger Vorsitzender ist der ehemalige US-amerikanische Botschafter Thomas Miller.

## Gründung
Die ICMP wurde 1996 auf Initiative des damaligen US-Präsidenten Bill Clinton in Sarajevo wegen des Bosnienkrieges gegründet.

## Einsatzorte
Neben Bosnien und Herzegowina ist sie auch im Irak, in Chile, Kolumbien und den Philippinen tätig. Die Organisation half auch nach dem Anschlag auf das World Trade Center 2001 und der Tsunami-Katastrophe 2004 bei der Identifizierung der Opfer. Archäologen, Anthropologen und Wissenschaftler anderer forensischer Disziplinen spüren die Überreste von Toten auf, bergen diese und geben ihnen durch DNA-Vergleiche ihre Identität zurück. ICMP verfügt über eine DNA-Datenbank mit 88.610 Verwandten und 29.073 Opfern.

## Leitung
2006 war US-Staatssekretär Cyrus Vance der Vorsitzende. 2009 ist es James Kimsey, Präsident der Kimsey-Stiftung. Kommissare organisieren die Arbeit.